# كنيسة مسيحية ذات نقوش بارزة
كنيسة مسيحية ذات نقوش بارزة  هو معلم أثري تونسي مصنف من قبل المعهد الوطني للتراث يقع في ولاية القصرين في الوسط الغربي التونسي، تحديدا في مدينة هنشير البركة تم تصنيف المعلم في يوم 12 ماي 1901.

## مقالات ذات صلة
- قائمة المعالم الأثرية المصنفة في تونس